# PIC (Unternehmen)
PIC (Pig Improvement Company) ist eines der weltweit größten Unternehmen für Schweinegenetik (Schweinezucht), eine Tochtergesellschaft des britischen Biotechnologie-Unternehmens Genus plc.

## Geschichte
Das Unternehmen wurde 1962 von sechs Landwirten aus Oxfordshire in Großbritannien gegründet. Es ist heute in über 30 Ländern vertreten, auf dem amerikanischen Kontinent hat PIC einen Marktanteil von 35 bis 40 %. 2013 wurde Génétiporc übernommen, die Schweinezuchtsparte des kanadischen Unternehmens Aliments Breton Foods Group. Die PIC Deutschland GmbH hat ihren Sitz in Hannover.

## Kennzahlen
Die PIC-Gruppe beschäftigt weltweit über 1.500 Mitarbeiter. Sie betreibt über 40 eigene Zuchtfarmen, hält 17 Zuchtlinien und verkauft pro Jahr über 1,6 Millionen Zuchtsauen sowie Samen. PIC arbeitet mit zahlreichen Vermehrungsbetrieben zusammen.